# Bull de cap
El bull de cap és un embotit típic de l'Alt Urgell i és un dels subproductes de la matança que es fa per aprofitar les carns del cap. Amb una mida d'uns 20 cm de llargada i uns 60-65 cm de diàmetre, té forma d'esfera allargassada i presenta un color beix per fora i un color més clar en el tall. És un producte artesanal que ven principalment a la botiga dels elaboradors. Es pot menjar, com els altres bulls, amb pa torrat o amb tomàquet, o bé tot sol. S'integra molt bé en els entremesos i les fustes d'embotits.
Per la seva elaboració de primer cal tenir en sal durant uns dies el morro, les orelles, la llengua i la careta de porc. A continuació es posen en aigua i després s'escorren. Un cop escorregudes es tallen aquestes carns a daus i es couen amb cotnes. Un cop cuites se separen els ossos, es trinxa tot ben gruixut, s'amaneix amb sal i pebre, es barreja amb una mica de carn magra, es pasta tota la mescla i s'emboteix en el budell cec. A continuació es cou i quan és cuit es posa a escórrer.